# 24 octobre dans les chemins de fer
24 septembre 24 novembre
Chronologies thématiques
- Croisades
- Sports
- Disney

Cette page concerne les événements qui se sont déroulés un 24 octobre dans les chemins de fer.

## Événements

### XIXesiècle
- 1843 : en Belgique, mise en service de la première ligne transfrontalière vers l’Allemagne. Le dernier tronçon de la Ligne 37 de Liège-Guillemins à Welkenraedt est inauguré entre Verviers et Welkenraedt. À cette époque, la frontière allemande se trouvait entre Welkenraedt et Herbesthal (où une importante gare-frontière avait été construite). Les chemins de fer de Rhénanie avaient quant à eux terminé la portion Aix-la-Chapelle - Herbesthal le 15 octobre de cette année.

### XXesiècle
- 1933 : en France, dans l'Eure, entre Conches-en-Ouche et La Bonneville-sur-Iton, le train Cherbourg-Paris no 354 déraille à 8 h 50 sur le pont de Saint-Élier, (250 m en aval du hameau de la Basse Croisille) à la sortie d'une courbe, du fait d'une mauvaise inscription en courbe des essieux moteur. La locomotive 241.022 et les cinq premières voitures tombent les unes sur les autres dans la rivière Le Rouloir. 36 morts sont comptés, dont le professeur Pierre Villey, ainsi que de nombreux blessés[1].

- 1987 : en France, en gare de Lyon à Paris, concert exceptionnel dirigé par Nicolas Frize auteur d'une « Locos-Symphonie », dont les instruments sont douze engins de la SNCF, dont un locotracteur Y 5100, des locomotives électriques 2D2, BB 7200, à vapeur, 230 G 353, diesel CC 72000, un autorail Picasso X 3800, un engin diesel A1AA1A 62000, une rame TGV, une automotrice Z 5100, une voiture à voyageurs type DEV.
- 1997 : entre l'Allemagne et la France, inauguration de la Saarbahn, le tram-train transfrontalier reliant Sarreguemines et Sarrebruck.

### XXIesiècle
- 2001 : en France, la région Île-de-France entre dans le STIF (Syndicat des transports d'Île-de-France), qui reste cependant présidé par le préfet de la région Île-de-France, représentant de l'État.
- 2003 : au Royaume-Uni, « renationalisation » de la maintenance du réseau ferré qui avait été privatisée par Margaret Thatcher. 18 000 employés sont réintégrés dans la société Network Rail.